# Шокоров, Владимир Николаевич
Владимир Николаевич Шокоров (15 (27) июля 1868, Москва, Российская империя — 11 июля 1940, Прага, Протекторат Богемии и Моравии) — командир Чехословацкого корпуса в России.

## Биография
Окончил 3-й Московский кадетский корпус (1886), Военное Алексеевское училище (1888), Николаевскую академию Генерального штаба. Выпущен в чине поручика в 4-й пехотный Копорский полк. 
28 ноября 1914 — генерал-майор, в Первую мировую войну был начальником штаба 12-й пехотной дивизии. С 15 октября 1917 года по август 1918 года — командир Чехословацкого корпуса, затем назначен инспектором чехословацких войск с производством в генерал-лейтенанты. Генерал Шокоров, используя своё новое положение, чтобы оправдать свой пост и придать ему высокий авторитет, игнорируя командование других Белых войск на Урале и в Сибире, стал издавать собственные приказы русским командующим частями, дивизиями, корпусами, армиями и фронтами, что вносило путаницу в проведении боевых операций.
После окончания гражданской войны эмигрировал в Чехословакию, где занимал должность генерала для особых поручений Министерства национальной обороны. С 1925 года — в отставке. Умер в муниципалитете Модржаны (ныне район Праги) в 1940.

## Награды

### Российская империя
- Орден Святого Станислава 3-й степени (1902)
- Орден Святой Анны 3-й степени (1905)
- Орден Святого Станислава 2-й степени с мечами (1907)
- Орден Святой Анны 2-й степени с мечами (1907)
- Орден Святого Владимира 4-й степени с мечами и бантом (1907)
- Орден Святого Владимира 3-й степени (ВП 21.03.1913)
- мечи к ордену Святого Владимира 3-й степени (ВП 19.11.1914)
- Георгиевское оружие (ВП 24.02.1915)
- Высочайшее благоволение (ВП 07.06.1915)
- Орден Святого Станислава 1-й степени (ВП 6.05.1916)

### Чехословакия и Чехия
- Орден сокола (чеш. Řád sokola) с мечами (1919)[2]